# 洗堰緑地
洗堰緑地（あらいぜきりょくち）は愛知県名古屋市の西区と北区にまたがる都市公園（河川敷緑地）。

## 概要
1971年（昭和46年）、新川洗堰北側の新川への放流路部分と庄内川右岸堤防の高水敷を利用して供用開始。かつてこの付近には農地が広がっていたが、複数の野球場やテニスコート、広場などが順次整備されて、約20ヘクタールを供用していた。また、洗堰左岸堤防には1955年（昭和30年）に西春日井郡山田村が名古屋市に編入されたのを記念して桜の樹が植樹され、「蛇池千本桜」として桜の名所となっていた。
2000年（平成12年）の東海豪雨を受けて、洪水調整機能を高めるために放流路西側の農地を撤去、掘り下げて遊水池としての機能を高めるなどの改修がなされた後、2006～2007年度に野球場ほかのスポーツ施設や、ビオトープの設置など再整備が行なわれた。なお、先にも記したように遊水池などを利用した公園であり、豪雨時には立ち入り・利用が制限される。

## 施設
- 野球場 - 3面[4]
- テニスコート - 2面[5]
- サイクリングコース
- 多目的グラウンド
- ビオトープ
- 蛇池（蛇池神社）

## 新川洗堰

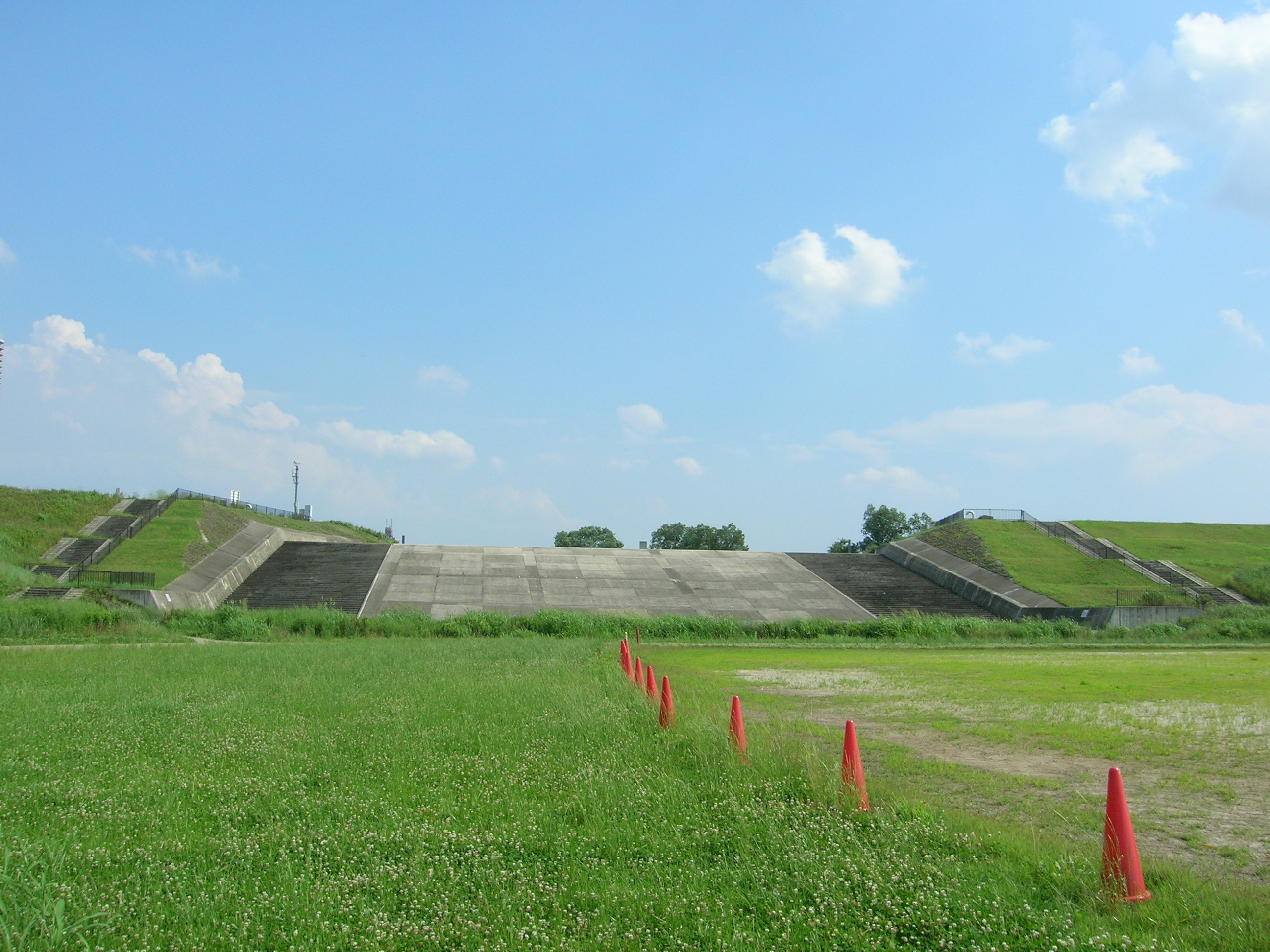
緑地側から見た新川洗堰

新川洗堰（しんかわあらいぜき）は天明4年（1784年）から天明7年（1787年）に掛けて庄内川の放水路として新川を開削するに当たって作られた庄内川からの越流堤（分派口）で、当時は40間（約72メートル）の幅があった。
庄内川右岸堤防の一部を低く切り欠いて、洪水が発生した場合にその一部を新川に流すことで、本流である庄内川の破堤を防ぎ、名古屋城下への被害を回避することを目的としていた。堤防の高さを半分にまで切り下げたことから五合目洗堰（ごごうめあらいぜき）とも呼ばれたという。明治時代の改修を経て長らく利用されていたが、東海豪雨ではここから越流した洪水によって新川で破堤、15時間余に渡って越流が続いたこともあり、流域の広範囲が浸水被害を受けた。
その後、2001年（平成13年）から実施された対策事業で洗堰は約1メートル嵩上げされ、毎秒270トンあった最大流入量は70トンに減少。将来的に新川と庄内川の河川整備が進めば締め切られることになっている。

## ギャラリー

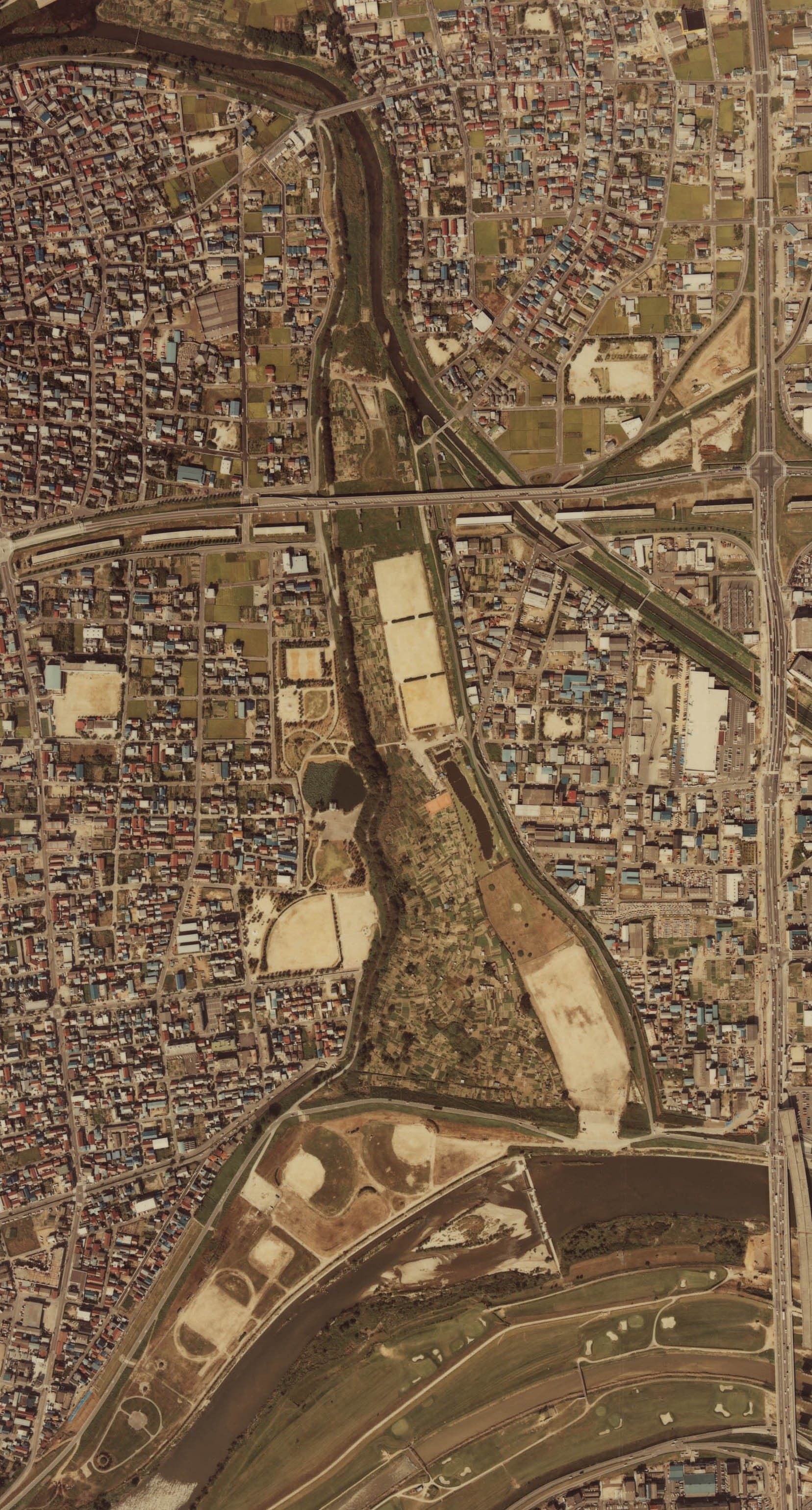
かつての洗堰緑地全景。洗堰北側の放流路に沿って畑があった。（1982年（昭和57年））
国土交通省 国土地理院 地図・空中写真閲覧サービスの空中写真を基に作成
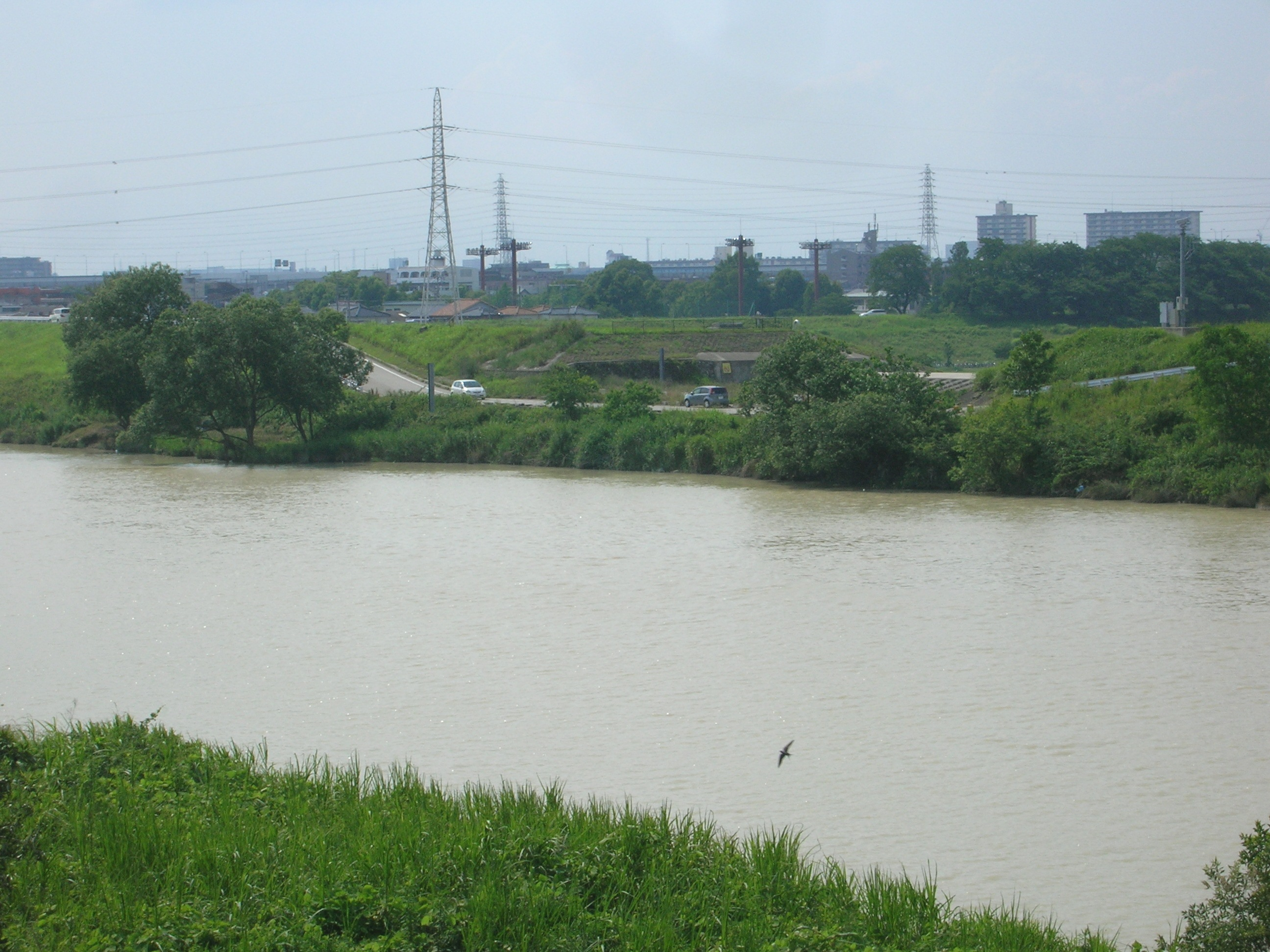
国道41号（空港線）の新川中橋から見た洗堰。堰の形状に合わせて堤防道路も一旦低くなっている。

## アクセス

### 公共交通機関
- JR東海交通事業城北線 比良駅下車。
- 名古屋市営バス：名駅12・栄11・小田11・山田巡回「蛇池神社前」バス停下車。

### 自家用車
- 国道41号（空港線）新川中橋北交差点から愛知県道162号松河戸西枇杷島線を西進。
- 駐車場は野球場などの利用者と共用。テニス場のみ専用駐車場が若干台。